# Artère labiale inférieure
L'artère labiale inférieure (ou artère coronaire inférieure) est une artère systémique paire de la tête. Elle vascularise les glandes salivaires labiales, la muqueuse et les muscles de la lèvre inférieure.

## Origine
L'artère labiale inférieure est une branche de l'artère faciale.qui nait au niveau de la commissure des lèvres.

## Trajet
L'artère labiale inférieure se dirige vers le haut et vers l'avant sous le muscle abaisseur de l'angle de la bouche et, pénètre dans le muscle orbiculaire de la bouche, elle suit un parcours tortueux le long du bord de la lèvre inférieure entre ce muscle et la muqueuse.
Elle s'anastomose avec l'artère du côté opposé, et avec la branche mentonnière de l'artère alvéolaire inférieure.

## Galerie

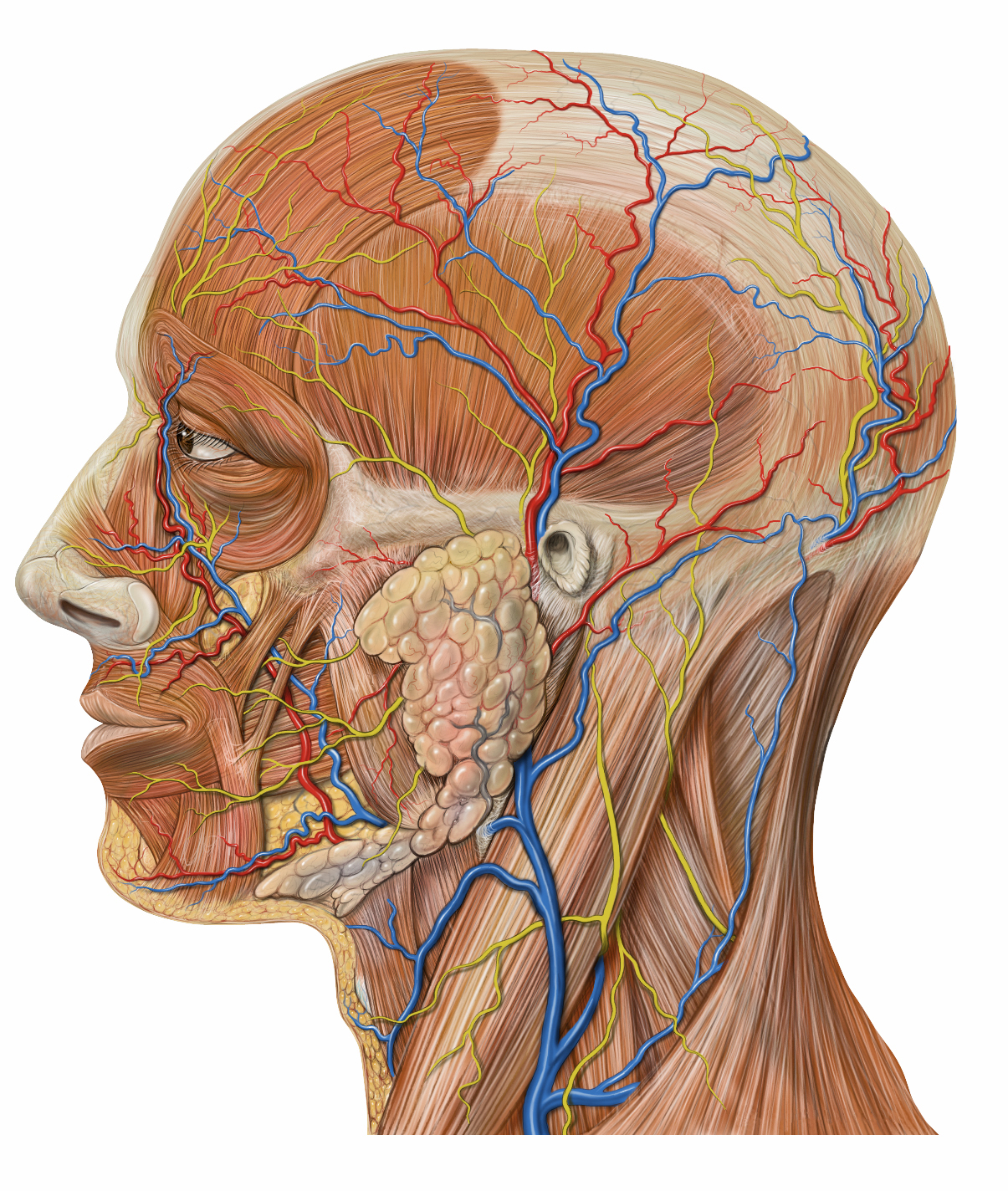
Détail de l'anatomie latérale de la tête
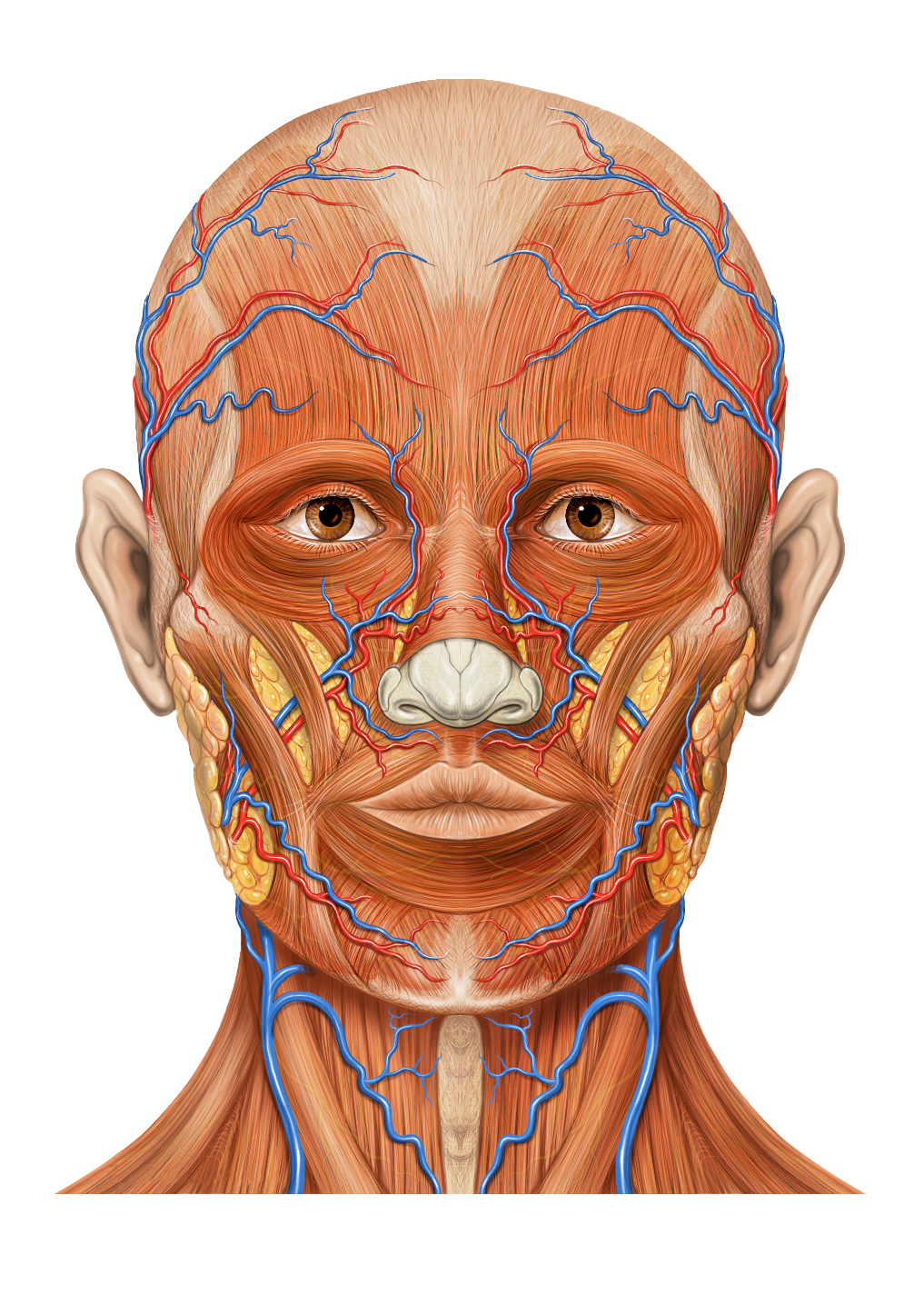
Vue antérieure de l'anatomie de la tête
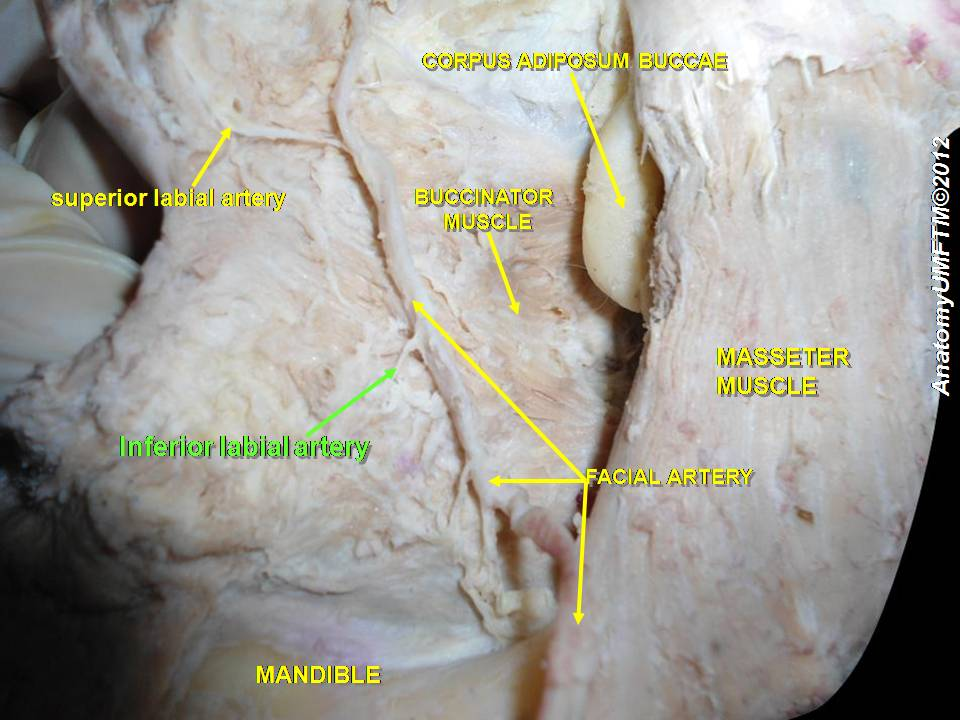
Artère labiale inférieure